# Edouard Van Vlaenderen
Edouard Charles Van Vlaenderen (Gent, 29 maart 1868 - 13 februari 1958) was een Belgisch volksvertegenwoordiger en senator.

## Levensloop
Beroepshalve bankwerker, werd Van Vlaenderen tewerkgesteld in de werkhuizen van de staat. Hij werd actief binnen de socialistische zuil, als verkoper van Vooruit. Hij werd vervolgens:
- stichter van de Oostendse Dokwerkersbond,
- lid van de afdeling Oostende van de Centrale der Metaalbewerkers van België,
- lid van de socialistische ziekenkas Bond Moyson van Oostende, waarvan hij penningmeester en later erevoorzitter werd,
- medeoprichter (1904) en algemeen bestuurder van de samenwerkende maatschappij (SM) De Noordstar,
- medeoprichter van De Rode Vloot,
- bestuurder van SM Open Haard,
- bestuurder van de kredietmaatschappij Eigen Haard (1921),
- bestuurder van het Office Coopératif Belge.

Tijdens de Eerste Wereldoorlog was hij lid van het lokaal Hulp- en Voedingscomité van Oostende en van het Oostends Comité voor de bestrijding van de tuberculose.
In 1921 werd hij gemeenteraadslid van Oostende en van 1933 tot 1938 was hij schepen van de haven en van burgerlijke stand. Hij was ook voorzitter van de Oostendse Vismijncommissie.
Hij werd in 1921 BWP-volksvertegenwoordiger voor het arrondissement Oostende, tot in 1921. Hij werd vervolgens senator:
- 1921-1925: gecoöpteerd senator,
- 1925-1929: provinciaal senator,
- 1929-1936: senator voor het arrondissement Oostende,
- 1936-1939: provinciaal senator,
- 1939-1946: senator voor het arrondissement Oostende.

Hij was ook:
- voorzitter van de pensioenkas voor ouderdomspensioenen,
- voorzitter van de Hulpkas voor de Slachtoffers van de Zee,
- lid van de Hoge Raad der Zeevisserij,
- lid van het beschermcomité der arbeiderswoningen en der verzorgingsinstellingen voor het arrondissement Oostende,
- bestuurder van L'Armement Ostendais,
- bestuurder van het Werk van Juffrouw Godtschalck (Oostende).